# Milena Flodrová
Milena Flodrová (* 24. ledna 1935 Hranice), rozená Volková, je česká historička zaměřená především na historii Brna a nejbližšího okolí. O brněnském místopisu, historii, osobnostech a památkách publikovala řadu knih a odborných článků. Působí také jako popularizátorka brněnské historie v Českém rozhlase Brno a také prostřednictvím přednášek, kterých přednesla od 60. let 20. století stovky.

## Život
Otec Robert Volek byl středoškolský profesor (mimo jiné učil dějepis a zeměpis). Od roku 1939 působil a bydlel s rodinou v Brně. Milena se rozhodla na otce navázat a vystudovala v letech 1953–1958 historii a archivnictví na Filozofické fakultě Masarykovy univerzity v Brně. V letech 1958–1991 pracovala v Muzeu města Brna na Špilberku.

## Ocenění
- V roce 2000 udělena Cena města Brna[3]
- V roce 2006 udělena Cena Jihomoravského kraje[4]
- V roce 2021 uděleno čestné občanství města Brna[5]